# Robert Iskandrowitsch Nigmatulin

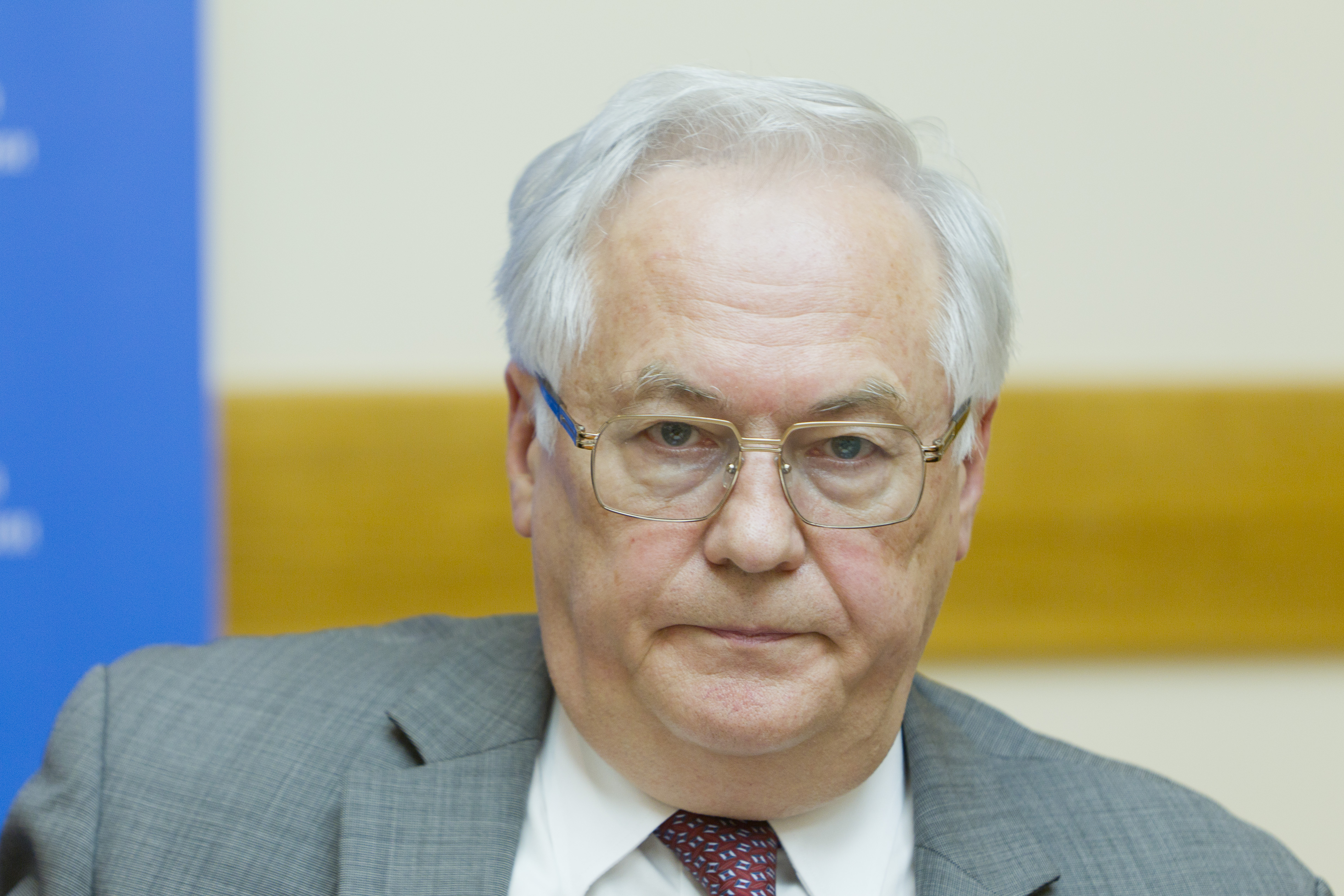
Robert Iskandrowitsch Nigmatulin (2011)

Robert Iskandrowitsch Nigmatulin (russisch Роберт Искандрович Нигматулин, tatarisch Роберт Искәндәр улы Нигъмәтуллин, Robert İskändär ulı Niğmätullin; * 17. Juni 1940 in Moskau) ist ein tatarisch-russischer Physiker und Hochschullehrer.

## Leben
Nigmatulin stammte aus einer tatarischen Familie. Sein Vater Iskander Nigmatulowitsch Nigmatulin (1908–1980) war Thermodynamiker und Hochschullehrer. Seine Mutter Galija Lutfullowna Gasisowa (1914–2005) war Ärztin. Der Großvater väterlicherseits Geniatulla Nigmatullowitsch Teregulow war der Arzt und Gründer des Baschkirischen Medizinischen Instituts in Ufa. Der Großvater mütterlicherseits Lutfulla Abdulgasisow war baschkirischer Schuldirektor und verfasste ein Russisch-Lehrbuch für baschkirische und tatarische Schulen.
Nigmatulin studierte an der Moskauer Technischen Hochschule (MWTU) mit Abschluss 1963 und an der mechanisch-mathematischen Fakultät der Lomonossow-Universität Moskau (MGU) mit Abschluss 1965. Darauf arbeitete er im Mechanik-Institut der MGU und unterrichtete an der mechanisch-mathematischen Fakultät der MGU. 1971 wurde er zum Doktor der physikalisch-mathematischen Wissenschaften promoviert. 1978 folgte die Ernennung zum Professor.
1986 wechselte Nigmatulin zu dem im Aufbau befindlichen Wissenschaftszentrum Tjumen der Sibirischen Abteilung (SO) der Akademie der Wissenschaften der UdSSR (AN-SSSR, seit 1991 Russische Akademie der Wissenschaften (RAN)) und organisierte das Institut für Mechanik der vielphasigen Systeme. 1987 wurde er Korrespondierendes Mitglied der AN-SSSR und 1991 Vollmitglied der RAN. 1993 wurde er Vorsitzender des Präsidiums des Wissenschaftszentrums Ufa der RAN.
1995 und 1999 wurde Nigmatulin in die Staatsversammlung Kurultai der Republik Baschkortostan gewählt. 1999 wurde er in Ufa auch direkt in die Duma gewählt.
2006 wurde Nigmatulin Direktor des Moskauer Schirschow-Instituts für Meereskunde. Seit 2010 leitet er den Lehrstuhl für Wellendynamik und Gasdynamik der mechanisch-mathematischen Fakultät der MGU. Daneben ist er wissenschaftlicher Leiter der physikalischen Fakultät der Staatlichen Universität Tjumen, an der er einmal im Jahr eine Vorlesung hält. 2013 unterschrieb er mit anderen Akademiemitgliedern (Klub 1. Juli) eine Erklärung gegen die Gesetzesänderungspläne der Duma zu einer Reform der RAN. Nach seiner Emeritierung 2016 ist er wissenschaftlicher Leiter des Schirschow-Instituts für Meereskunde. 2017 kandidierte er für das Amt des Präsidenten der RAN. Im zweiten Wahlgang wurde allerdings Alexander Michailowitsch Sergejew gewählt, während Nigmatulin wie bereits 2014 ins Präsidium der RAN gewählt wurde. Nigmatulin ist Experte des jährlich stattfindenden internationalen Moscow Economic Forum. Er ist Autor von mehr als 250 wissenschaftlichen Veröffentlichungen, darunter einigen Büchern.
Auf dem Weltkongress der Tataren 2017 in Kasan wurde Nigmatulin in den Nationalrat Milli Schura gewählt. Er ist Mitglied der Islamischen Weltakademie der Wissenschaften.
Nigmatulin ist verheiratet und hat einen Sohn Tagir (* 1969) und eine Tochter Karima (* 1984), die beide in den USA studierten und arbeiteten und nach Russland zurückgekehrt sind. Tagir und Karima sind im 2016 zu den Professoren der RAN geworden. Nigmatulins jüngere Brüder Bulat (* 1943) und Raiss (* 1946) sind Ingenieure.

## Ehrungen, Preise, Mitgliedschaften
- Komsomol-Preis (1973)
- Goldmedaille der Ausstellung der Errungenschaften der Volkswirtschaft
- Staatspreis der UdSSR (1983)
- Diplom I. Klasse im Wettbewerb der Grundlagenforschung der AN-SSSR (1990)
- Makejew-Medaille und Ziolkowski-Medaille der Föderation der Kosmonauten Russlands
- Orden der Ehre (2000)
- Verdienstorden für das Vaterland IV. Klasse (2011)
- Staatspreis der Russischen Föderation (2012)